# Galatasaray Üniversitesi

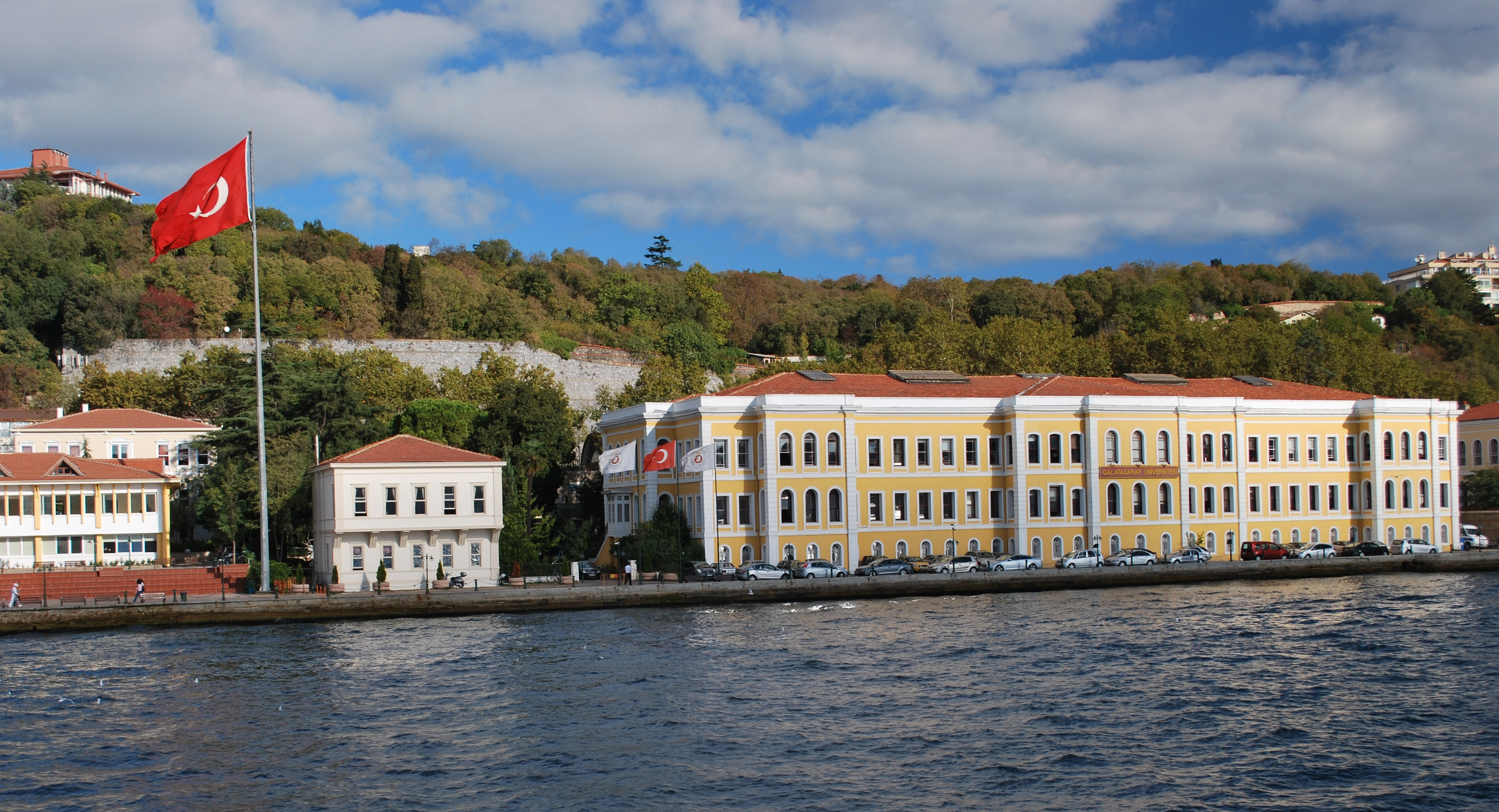
Galatasaray Üniversitesi

Die Galatasaray-Universität Istanbul (türkisch Galatasaray Üniversitesi) ist eine Hochschule in Istanbul. Sie ging 1992 aus dem 1481 durch Sultan Bayezit II. gegründeten Galatasaray Lisesi hervor. Ihre Besonderheit ist, dass bis heute Forschung und Lehre zum großen Teil in französischer Sprache stattfinden. Die Universität ist Mitglied im Netzwerk der Balkan-Universitäten.

## Fakultäten und Institute
Die Galatasaray-Universität Istanbul gliedert sich heute in 6 Fakultäten und 2 Institute:
- Fakultät Moderne Sprachen
- Fakultät Ingenieurwissenschaften
- Fakultät Kommunikationswissenschaften
- Fakultät Volkswirtschaft
- Fakultät Literatur- und Geisteswissenschaften
- Fakultät Rechtswissenschaften
- Institut Sozialwissenschaften
- Institut Naturwissenschaften

## Sonstiges
2021 erließ der Hochschulrat der Türkei (YÖK) eine neue Verordnung, die besagt, dass alle Akademiker aus Frankreich an der Galatasaray-Universität die türkische Sprache auf B2-Niveau beherrschen müssen.